# Соболевский, Александр Петрович

«Седовцы» слева направо:
помощник капитана В. Х. Буйницкий,
врач А. П. Соболевский, кок П. В. Мегер, радист Н. М. Бекасов, механик С. Д. Токарев. 1 сентября 1938 − 12 января 1940

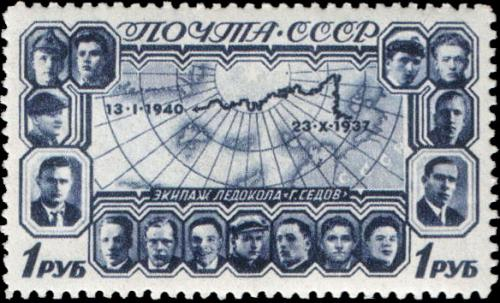
Экипаж ледокола «Георгий Седов»

Александр Петрович Соболевский (1905—1988) — судовой врач ледокольного парохода «Георгий Седов» Главсевморпути. Первый из медиков, удостоенный за мирный подвиг звания «Герой Советского Союза» (1940).

## Биография
Родился 30 августа 1905 года в городе Городок Витебской губернии (ныне Витебской области Белоруссии), в семье рабочего. Русский.
Окончил народную школу. Учился в профессионально-техническом училище, одновременно работая в системе работников железнодорожного транспорта, а затем — на лесопильном заводе. В 1925 году, после переезда семьи в Ленинград, работал слесарем на Балтийском заводе.
В Красной Армии находился в 1926—1935 годах в пограничных войсках. В 1927 году окончил школу лекарских помощников при Военно-медицинской академии. С 1935 года — в запасе по состоянию здоровья. Возвратившись к гражданской жизни, работал фельдшером в больнице имени И. И. Мечникова. В 1936 году поступил во 2-й Ленинградский медицинский институт.
Будучи студентом медицинского вуза, Александр Соболевский во время каникул отправился в августе 1937 года в плавание с гидрографической экспедицией на ледокольном пароходе «Георгий Седов», совершив с экипажем этого судна арктический дрейф во льдах Северного Ледовитого океана, исполняя обязанности судового врача. После отдыха в санатории Соболевский приступил к занятиям в Военно-морской медицинской академии.
Во время Великой Отечественной войны, в июле — сентябре 1941 года, А. П. Соболевский участвовал в боях на Ленинградском фронте. В 1945 году окончил Военно-морскую медицинскую академию и был оставлен при ней для усовершенствования в области эпидемиологии. Член ВКП(б)/КПСС с 1944 года.
После войны А. П. Соболевский занимал ответственные посты в системе военно-медицинской службы флота: старший инспектор Медицинского управления военно-медицинской службы, заместитель начальника медико-санитарного отдела Ленинградской военно-морской базы Краснознамённого Балтийского флота, начальник медицинской службы Ленинградского высшего военно-морского училища.
С 1959 года полковник медицинской службы А. П. Соболевский — в запасе.
Жил в городе Павловск (в черте Ленинграда), до 1978 года работал главным врачом городского Дома санитарного просвещения в Ленинграде.
Умер 12 января 1988 года. Похоронен в Ленинграде на Богословском кладбище.

## Награды и звания
Указом Президиума Верховного Совета СССР от 3 февраля 1940 года «за проведение героического дрейфа, выполнение обширной программы исследований в трудных условиях Арктики и проявленное при этом мужество и настойчивость» судовому врачу Соболевскому Александру Петровичу присвоено звание Героя Советского Союза с вручением медали «Золотая Звезда» (№ 237) и ордена Ленина (№ 2629). Согласно этому же Указу ему была вручена денежная премия в сумме 25000 рублей.
Всего он был награждён: двумя орденами Ленина, орденами Красного Знамени, Отечественной войны 1-й степени, Красной Звезды, а также медалями — «За боевые заслуги», «За победу над Германией», «За оборону Ленинграда», «30 лет СА и флота», «40 лет ВС СССР», «250-летию Ленинграда», «20 лет победы над Германией» и «50 лет вооруженных сил СССР».

## Память
- Именем А. П. Соболевского названа улица в городе Городок
- Имя А. П. Соболевского присвоено ГУО "Средняя школа № 2 г. Городка"[2]. На здании школы установлена мемориальная доска в честь Героя.
- Имя А. П. Соболевского на Аллее Героев Советского Союза — уроженцев Городокского района (2020), ул. Баграмяна в Городке (Витебская область)[3]. На стеле нанесен QR-код, позволяющий узнать информацию, посмотреть архивные фотографии и документы Героя.
- Имя А. П. Соболевского на Аллее Героев Советского Союза военных моряков — уроженцев области «Морские герои Витебщины» (Витебск, на территории средней школы № 8).